# Bomberman Kart
Bomberman Kart — перегонова відеогра для PlayStation 2 та мобільних телефонів, в якій можна грати за персонажів серії Bombeman. Вона схожа на серію Mario Kart від Nintendo. Гра підтримує локальний багатоосібний режим на 4 гравців за допомогою PlayStation 2 Multitap. Перша версія була випущена у 2001 році в Японії, а пізніше у 2003 році в Європі. Друга версія під назвою Bomberman Kart DX була випущена у 2004 році тільки в Японії.

## Ігровий процес
У Bomberman Kart гравці можуть вибирати персонажів окремо від їхніх транспортних засобів. Всі бонуси розкидані по трасі, включаючи бомби, ракети (самонавідні або ті, що відскакують від стіни) і підсилювачі.

## Bomberman Kart DX
Bomberman Kart DX — це перероблена версія з покращеною графікою, новими трасами, новими режимами перегонів та додатковими можливостями: ілюстраціями манґи, традиційною грою для 4-х гравців та кооперативною грою для 2-х гравців у підземелля. З DX-версії вилучено 4-користувацький режим перегонів на GP, а локальний багатоосібний режим у цьому режимі тепер обмежений до 2 гравців. До неї також можна завантажити пакети розширення контенту, що додають нові перегони (потрібен жорсткий диск PS2 та мережевий адаптер).

## Огляди
Видання Jeuxvideo.com поставило оцінку грі 6/20.